# Parque Nacional de Iytwelepenty/Montanhas Davenport
O Parque Nacional de Iytwelepenty/Montanhas Davenport é um parque nacional australiano localizado no Território do Norte, a 1.033 quilômetros a sudeste da capital territorial, Darwin. A cratera Amelia Creek, uma antiga cratera de impacto erodida, fica dentro da Região de Davenport na área.